# Ners
Ners é uma comuna francesa na região administrativa de Occitânia, no departamento de Gard. Estende-se por uma área de 4,96 km². Em 2010 a comuna tinha 719 habitantes (densidade: 145 hab./km²).